# Despicable Me 4
Despicable Me 4 (Nederlands: Verschrikkelijke ikke 4) is een Amerikaanse computeranimatiefilm uit 2024, geregisseerd door Chris Renaud. De film is een sequel op Despicable Me 3 uit 2017 en de zesde film in de Despicable Me-franchise.

## Verhaal
De familie van Gru en zijn vrouw en collega Anti-Villain League-agent Lucy en hun drie geadopteerde dochters, Margo, Edith en Agnes is uitgebreid met een zoon, Gru Jr., die het zijn vader niet gemakkelijk maakt. Het gezin wordt gedwongen op de vlucht te gaan als ze het doelwit worden van de ontsnapte crimineel Maxime Le Mal en zijn vriendin en femme fatale Valentina.

## Stemverdeling
| Personage              | Engelse stem       | Nederlandse stem    | Vlaamse stem         |
| ---------------------- | ------------------ | ------------------- | -------------------- |
| Gru                    | Steve Carell       | Jon van Eerd        | Koen Van Impe        |
| Lucy                   | Kristen Wiig       | Kim van Kooten      | Tine Embrechts       |
| Maxime le Mal          | Will Ferrell       | Tygo Gernandt       | Bill Barberis        |
| Valentina              | Sofía Vergara      | Tamara Elbaz        | Tiany Kiriloff       |
| Poppy Prescott         | Joey King          | Kee Derwig          |                      |
| Perry Prescott         | Stephen Colbert    | Levi van Kempen     | Maarten Vancoillie   |
| Patsy Prescott         | Chloe Fineman      | Peggy Vrijens       | Dorothée Dauwe       |
| Principal Übelschlecht | Chris Renaud       | Olaf wijnants       | Geerard Van de Walle |
| Margo                  | Miranda Cosgrove   | Pip Pellens         | Aline Goffin         |
| Agnes                  | Madison Polan      | Posy Bakkum         |                      |
| Edith                  | Dana Gaier         | Madelief van Aken   |                      |
| Silas Ramsbottom       | Steve Coogan       | Fred Meijer         | Walter Baele         |
| Dr. Nefario            | Romesh Ranganathan | Javier Guzman       | Hubert Damen         |
| Melora                 | Laraine Newman     | Anne Marie Helger   | Veronique De Kock    |
| Sensei O'Sullivan      | Brad Ableson       | Jean marie Dedecker | Jean-Marie Dedecker  |
| Minions                | Pierre Coffin      | Pierre Coffin       | Pierre Coffin        |

Andere Nederlandse stemmen werden ingesproken door onder andere Paul Groot, Levi van Kempen, Bas Keijzer, Sanne Wallis de Vries, Jan-Peter IJkelenstam, Paul Nieuwenhuijsen en Nina Nieuwenhuijsen. De Nederlandse versie werd vertaald en geregisseerd door Marty de Bruijn.

## Productie
De ontwikkeling van Despicable Me 4 begon al in september 2017, toen de "Illumination"-schrijvers van Despicable Me, Cinco Paul en Ken Daurio, vroege versies van het script schreven. De film werd officieel bevestigd in februari 2022, met ervaren Despicable Me-regisseur Chris Renaud, Patrick Delage en Mike White als respectievelijk regisseur, co-regisseur en schrijver. De productie was in juni 2022 aan de gang en Steve Carell begon met zijn stemopnames.

## Release en ontvangst
Despicable Me 4 ging op 9 juni 2024 in wereldpremière in het Jazz at Lincoln Center in New York en beleefde zijn Europese première op 13 juni op het Festival international du film d'animation d'Annecy. De film ging op 3 juli 2024 in première in Noord-Amerika. De film kreeg middelmatige kritieken van de filmcritici, met een score van 56% op Rotten Tomatoes, gebaseerd op 164 beoordelingen.

### Box Office
In de Verenigde Staten en Canada zou Despicable Me 4 tijdens het vijfdaagse openingsweekend naar verwachting 100-125 miljoen Amerikaanse dollar opbrengen in 4030 bioscopen. De film debuteerde vervolgens voor 75 miljoen dollar tijdens het traditionele driedaagse weekend, om te eindigen met een totale vijfdaagse bruto opbrengst van 122,6 miljoen dollar, daarmee de eerste plaats behalend aan de kassa. Op 7 juli 2024 had Despicable Me 4 een brutowinst van 106,9 miljoen dollar in andere gebieden, goed voor een wereldwijd totaal van 229,6 miljoen dollar.